# Rippey (Iowa)
Rippey est une ville du comté de Greene, en Iowa, aux États-Unis. Elle est incorporée le 14 avril 1896.

## Source de la traduction
- (en) Cet article est partiellement ou en totalité issu de l’article de Wikipédia en anglais intitulé « Rippey, Iowa » (voir la liste des auteurs).